# David Baillargeon
David Baillargeon (* 14. März 1996 in Québec) ist ein kanadischer Squashspieler.

## Karriere
David Baillargeon begann seine professionelle Karriere in der Saison 2015 und gewann bislang sieben Titel auf der PSA World Tour. Seine höchste Platzierung in der Weltrangliste erreichte er mit Position 39 am 30. Oktober 2023. Mit der kanadischen Nationalmannschaft nahm er 2019, 2023 und 2024 an der Weltmeisterschaft teil. Von 2021 bis 2024 wurde er viermal in Folge kanadischer Meister. Bei den Panamerikanischen Spielen 2023 in Santiago de Chile gewann Baillargeon mit der Mannschaft die Bronzemedaille. Mit Nikki Todd wurde Baillargeon 2024 Vizepanamerikameister im Mixed.

## Erfolge
- Vizepanamerikameister im Mixed: 2024 (mit Nikki Todd)
- Gewonnene PSA-Titel: 7
- Panamerikanische Spiele: 1 × Bronze (Mannschaft 2023)
- Kanadischer Meister: 4 Titel (2021–2024)